# 中野美保
中野美保（なかのみほ）は、島根県出雲市の地名のひとつ。

## 概要
出雲市役所の北東約1kmの地域にある。国道9号出雲バイパスが東西に貫いている。出雲バイパスの北側が中野美保北、南側が中野美保南となる。あたかも人名のようなので、珍地名としても有名。

## 交通
- 出雲バイパス